# Gui-Qiang Chen

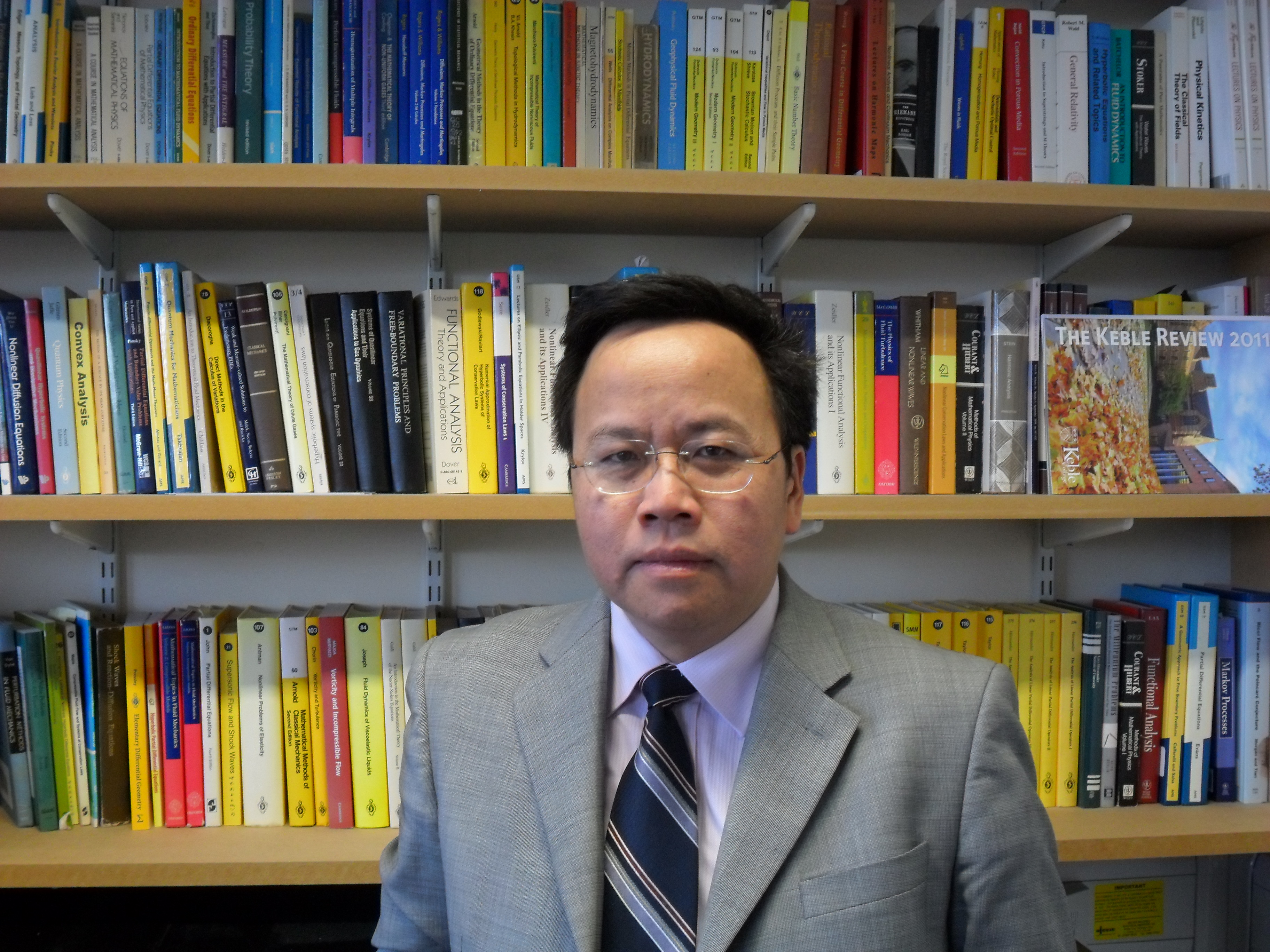
Gui-Qiang Chen

Gui-Qiang George Chen (chinesisch 陈贵强, Pinyin Chén Guìqiáng; * 25. Mai 1963 in Cixi, Provinz Zhejiang der Volksrepublik China) ist ein britisch-amerikanischer Mathematiker chinesischer Herkunft, der sich mit Partiellen Differentialgleichungen befasst. Er ist Professor an der Northwestern University.
Chen studierte Mathematik an der Fudan-Universität in Shanghai mit dem Bachelor-Abschluss 1982 und wurde 1987 an der Academia Sinica in Peking promoviert. Als Post-Doktorand war er 1987 bis 1989 am Courant Institute, während er gleichzeitig ab 1987 Assistenzprofessor an der Academia Sinica war. 1989 wurde er Assistant Professor an der University of Chicago, 1994 Associate Professor und 1996 Professor an der Northwestern University. Seit 2008 ist er Professor an der Universität Oxford.
Er war Gastwissenschaftler am IMA (Institute of Mathematics and its Applications) in Minneapolis, am MSRI (1990/91), am Institute for Advanced Study (1994), an der Stanford University, der Universität Nizza, am IPAM (Institute for Pure and Applied Mathematics) in Los Angeles, am Isaac Newton Institute in Cambridge, am Mittag-Leffler-Institut, am MATCH (Mathematical Center) in Heidelberg, an der Fudan-Universität und am Centre for Advanced Study der Norwegischen Akademie der Wissenschaften in Oslo.
Er befasste sich unter anderem mit nichtlinearen partiellen Differentialgleichungen (PDE) und Erhaltungssätzen, deren Anwendung zum Beispiel in Kontinuumsmechanik (wie Navier-Stokes-Gleichungen und Euler-Gleichungen) und Differentialgeometrie (isometrisches Einbettungsproblem), nichtlineare PDE gemischten Typs (zum Beispiel hyperbolisch-elliptisch oder hyperbolisch-parabolisch), freie Randwertprobleme und Numerik partieller Differentialgleichungen.
1989 erhielt er den ersten Preis in Mathematik der Chinesischen Akademie der Wissenschaften. Er war Sloan Research Fellow (ab 1991) und erhielt den Humboldt-Forschungspreis. Chen hielt 2008 die DiPerna-Vorlesung (Nonlinear Conservation Laws of Mixed Type in Mechanics and Geometry). 2022 wurde Chen zum Mitglied der Academia Europaea gewählt. 2024 erhielt er den Pólya-Preis der London Mathematical Society.

## Schriften
- Multidimensional conservation laws: overview, problems, and perspective. In: Alberto Bressan, Gui-Qiang G. Chen, Marta Lewicka, Dehua Wang (Herausgeber): Nonlinear conservation laws and applications. IMA Vol. Math. Appl., 153, Springer, New York, 2011, S. 23–72.